# Bergstena socken
Bergstena socken i Västergötland ingick i Kullings härad och är sedan 1971 en del av Vårgårda kommun, från 2016 inom Lena-Bergstena distrikt.
Socknens areal är 31,19 kvadratkilometer varav 30,58 land. År 1946 fanns här 314 invånare.  Orten Bergstena ligger i socknen med en kyrkoruin efter sockenkyrkan. Efter 1836 användes Lena kyrka i grannsocknen som sockenkyrka. 

## Administrativ historik
Socknen har medeltida ursprung. 
Vid kommunreformen 1862 övergick socknens ansvar för de kyrkliga frågorna till Bergstena församling och för de borgerliga frågorna bildades Bergstena landskommun. Landskommunen inkorporerades 1952 i Vårgårda landskommun som 1971 ombildades till Vårgårda kommun. Församlingen uppgick 1992 i Lena-Bergstena församling som 2002 uppgick i en då återbildad Lena församling.
1 januari 2016 inrättades distriktet Lena-Bergstena, med samma omfattning som Lena-Bergstena församling hade 1999/2000 och fick 1992, och vari detta sockenområde ingår.
Socknen har tillhört län, fögderier, tingslag och domsagor enligt vad som beskrivs i artikeln Kullings härad. De indelta soldaterna tillhörde Västgöta-Dals regemente, Kullings kompani.

## Geografi
Bergstena socken ligger nordost om Alingsås. Socknen är en mossrik skogsbygd. De största insjöarna är Tåsjön och Lången.
En sätesgård var Kolbäcks säteri.

## Bergstena kyrkoruin
En medeltida stenkyrka med enkel rektangulär form övergavs 1837 och revs på 1840-talet. Grundmurarna finns kvar. Vid en undersökning av ruinen efter stenkyrkan 1954, fann man rester av en ännu äldre kyrka, trligen en medeltida stavkyrka. Man fann brandlager, som tyder på att byggnaden har eldhärjats. Man hade även då stenkyrkan revs tagit tillvara stora ekplankor som bevarats. Dessa verkar att ha tjänstgjort som väggplankor i en stavkyrka.

## Fornlämningar
En hällkista från stenåldern är funnen. Från järnåldern finns gravfält och en stensättning.

## Befolkningsutveckling
Befolkningen ökade från 287 år 1810 till 505 år 1880 varefter den minskade till 243 år 1970 då den var som minst under 1900-talet. därefter vände folkmängden uppåt igen till 292 år 1990.

## Namnet
Namnet skrevs 1463 Berstena och kommer från kyrkbyn. Förleden innehåller berg. Efterleden innehåller sten eller stene, 'större samling av stenar', kanske syftande på stensättningen som finns vid byn.